# Horst Mayer
Horst Mayer (ur. 24 września 1945 w Niederer Fläming) – wschodnioniemiecki zapaśnik walczący w stylu wolnym. Dwukrotny olimpijczyk. Szósty w Monachium 1972 i odpadł w eliminacjach w Meksyku 1968. Walczył w kategorii 57 kg.
Ósmy na mistrzostwach świata w 1973. Piąty na mistrzostwach Europy w 1968 roku.
Mistrz NRD w 1968, 1969 i 1973; drugi w 1972; trzeci w 1970 roku.